# 刀城言耶シリーズ
『刀城言耶シリーズ』（とうじょうげんやシリーズ）は、三津田信三による日本の推理小説のシリーズで、『厭魅の如き憑くもの』をはじめとする、作家の刀城言耶を主人公としたホラーミステリシリーズ。怪奇幻想作家の刀城言耶が訪れた先々で起こる怪異な伝承に絡んだ事件に挑む。

## 概要
「ホラー風のミステリやミステリ風のホラーではなく、最後まで読まないとホラーなのかミステリなのかわからない小説は書けないだろうか、と考えたのが着想のきっかけで、その結果、生まれたのが『厭魅の如き憑くもの』である」との旨を三津田は述べている。「刀城言耶は、自分の知らない怪異譚を耳にすると、我を忘れて暴走することはあるが、それ以外はいたって気の良い青年である」との旨を三津田は述べている。
「民俗学的な題材、戦前から戦後の時代設定に加えて、基本的にはミステリであるという話の内容と、そこに絡むホラー要素の4つを無理なく融合させることが、刀城言耶シリーズを書く上で最も苦労するが、そこが楽しみでもある」との旨を三津田は述べている。
原書房と講談社から刊行されている。装画は基本的に村田修が手がけている。文庫版の装丁はwelle designが手がけている。
三津田信三による小説のシリーズには他に、『死相学探偵シリーズ』がある。

## 受賞・候補歴
- 2008年 - 『首無の如き祟るもの』で第61回日本推理作家協会賞（長編および連作短編集部門）候補、第8回本格ミステリ大賞（小説部門）候補[3]
- 2009年 - 『山魔の如き嗤うもの』で第9回本格ミステリ大賞（小説部門）候補[4]
- 2010年 - 『水魑の如き沈むもの』で第10回本格ミステリ大賞（小説部門）受賞[5]
- 2013年 - 『幽女の如き怨むもの』で第66回日本推理作家協会賞（長編および連作短編集部門）候補
- 2019年 - 『碆霊の如き祀るもの』で第72日本推理作家協会賞（長篇回よび連作短編集部門）候補、第19回本格ミステリ大賞（小説部門）候補[6]

## ミステリ・ランキング
| 本格ミステリ・ベスト10 - 2007年 - 『厭魅の如き憑くもの』3位、『凶鳥の如き忌むもの』23位 - 2008年 - 『首無の如き祟るもの』2位 - 2009年 - 『山魔の如き嗤うもの』1位 - 2010年 - 『密室の如き籠るもの』18位 - 2011年 - 『水魑の如き沈むもの』3位 - 2012年 - 『生霊の如き重るもの』15位 - 2013年 - 『幽女の如き怨むもの』4位 - 2017年 - 20周年企画「20年分の本格ミステリ・ベスト・オブ・ベストランキング！」『首無の如き祟るもの』1位 - 2019年 - 『碆霊の如き祀るもの』2位 - 2020年 - 『魔偶の如き齎すもの』27位 黄金の本格ミステリー - 2007年 - 『厭魅の如き憑くもの』選出 - 2008年 - 『首無の如き祟るもの』選出 - 2009年 - 『山魔の如き嗤うもの』選出 - 2010年 - 『密室の如き籠るもの』選出 - 2011年 - 『水魑の如き沈むもの』選出 - 2012年 - 『生霊の如き重るもの』選出 - 2013年 - 『幽女の如き怨むもの』選出 | ミステリが読みたい! - 2008年 - 『首無の如き祟るもの』3位 - 2009年 - 『山魔の如き嗤うもの』2位 - 2011年 - 『水魑の如き沈むもの』5位 - 2013年 - 『幽女の如き怨むもの』1位 - 2019年 - 『碆霊の如き祀るもの』3位 このミステリーがすごい! - 2008年 - 『首無の如き祟るもの』5位 - 2009年 - 『山魔の如き嗤うもの』8位 - 2011年 - 『水魑の如き沈むもの』7位 - 2013年 - 『幽女の如き怨むもの』4位 - 2019年 - 『碆霊の如き祀るもの』6位 週刊文春ミステリーベスト10 - 2007年 - 『首無の如き祟るもの』5位 - 2008年 - 『山魔の如き嗤うもの』7位 - 2010年 - 『水魑の如き沈むもの』20位 - 2012年 - 『幽女の如き怨むもの』10位 - 2018年 - 『碆霊の如き祀るもの』8位 |

## 登場人物
刀城 言耶（とうじょう げんや）
作家。筆名は東城雅哉（とうじょう まさや）。怪奇幻想小説や変格探偵小説を執筆する。処女作は迷宮社発行の『九つ岩石塔殺人事件』。趣味と実益を兼ねた怪異譚蒐集を行うために、日本の各地方を民俗採訪しており、訪れた地方で、その土地に伝わる怪異な伝承に絡んだ不可解な事件に遭遇すると、成り行きで素人探偵のような役割を担ってしまい、その結果、事件を解決に導くことが多い。遭遇した事件を整理し、小説という体裁で記録している。文壇では「放浪作家」「流浪の怪奇小説家」といわれている。普段は礼儀正しい真面目な印象であるが、何か面白そうな怪異譚が聞けるとなれば、その場の状況などを構うことなく、相手に話をせがんでしまうという癖がある。なお刀城家は元華族の家柄である
ジーンズを愛用している。コーヒーが好き。万年筆型ライトやろうそく、硫黄マッチ、小型のナイフ、やすり、ペンチ、細引きや針金や磁石、非常食用のチョコレートなどを収納した布巻きを持ち歩いており、編集者らはそれを〈怪奇小説家の探偵七つ道具〉と呼んでいる。怪異については、信じたほうがお話として面白い場合には信じるが、面白がってはいられないような状況下では、合理的解釈を下そうとするという立場を取っている。
推理を行う際には、考えられる限りの可能性を口にしながら謎に迫っていくという手法を取るため、述べたばかりの説をあっさり否定するようなことがあり、聞いている者を唖然とさせることも多い。
祖父江 偲（そふえ しの）
東京都にある戦後にできた新興出版社で、月刊の探偵小説専門誌『書斎の屍体』を刊行する怪想舎（かいそうしゃ）の編集者。言耶の担当。『書斎の屍体』で〈異界探訪〉という企画に携わっている。実家は大阪。女性。
阿武隈川 烏（あぶくまがわ からす）
民間の民俗学者。言耶の大学時代の先輩。あだ名は「クロさん」。京都の由緒ある神社の跡取り息子。地方の奇怪な儀礼や奇妙な風習などに非常に詳しい。言耶のことを「言（げん）ちゃん」と呼ぶ。
刀城 牙升（とうじょう がじょう）
言耶の実父。探偵。私立探偵の大江田鐸真（おおえだ たくま）に弟子入りする。探偵活動は冬城牙城（とうじょう がじょう）の名義で行う。「昭和の名探偵」と呼ばれる。

## シリーズ作品
当シリーズはどのような順に読んでも支障はない。

### 長編
厭魅の如き憑くもの（まじもののごときつくもの）
- 単行本：2006年2月28日 原書房〈ミステリー・リーグ〉 ISBN 978-4-562-03983-8
- 文庫版：2009年3月13日 講談社〈講談社文庫〉 ISBN 978-4-06-276306-6（解説：千街晶之）

凶鳥の如き忌むもの（まがとりのごときいむもの）
- ノベルズ版：2006年9月6日 講談社〈講談社ノベルス〉 ISBN 978-4-06-182497-3
- 単行本：2009年4月28日 原書房〈ミステリー・リーグ〉 ISBN 978-4-562-04287-6
- 文庫版：2012年10月16日 講談社〈講談社文庫〉 ISBN 978-4-06-277154-2（解説：佳多山大地）
  - 単行本には短編「天魔の如き跳ぶもの」が収録されている（後に短編集『生霊の如き重るもの』に収録）。

首無の如き祟るもの（くびなしのごときたたるもの）
- 単行本：2007年5月7日 原書房〈ミステリー・リーグ〉 ISBN 978-4-562-04071-1
- 文庫版：2010年5月14日 講談社〈講談社文庫〉 ISBN 978-4-06-276645-6（解説：柄刀一）

山魔の如き嗤うもの（やまんまのごときわらうもの）
- 単行本：2008年4月28日 原書房〈ミステリー・リーグ〉 ISBN 978-4-562-04151-0
- 文庫版：2011年5月13日 講談社〈講談社文庫〉 ISBN 978-4-06-276918-1（解説：芦辺拓）

水魑の如き沈むもの（みづちのごときしずむもの）
- 単行本：2009年12月10日 原書房〈ミステリー・リーグ〉 ISBN 978-4-562-04541-9
- 文庫版：2013年5月15日 講談社〈講談社文庫〉 ISBN 978-4-06-277525-0（解説：光原百合）

幽女の如き怨むもの（ゆうじょのごときうらむもの）
- 単行本：2012年4月23日 原書房〈ミステリー・リーグ〉 ISBN 978-4-562-04796-3
- 文庫版：2015年6月12日 講談社〈講談社文庫〉 ISBN 978-4-06-293094-9（解説：皆川博子）

碆霊の如き祀るもの（はえだまのごときまつるもの）
- 単行本：2018年6月28日 原書房〈ミステリー・リーグ〉 ISBN 978-4-562-05581-4
- 文庫版：2021年6月15日 講談社〈講談社文庫〉 ISBN 978-4-06-523817-2（解説：大崎梢）

忌名の如き贄るもの（いなのごときにえるもの）
- 単行本：2021年7月27日発行（2021年7月29日発売） 講談社 ISBN 978-4-06-524312-1
- 文庫版：2023年9月15日 講談社〈講談社文庫〉 ISBN 978-4-06-533110-1（解説：白井智之）

### 短編集
密室の如き籠るもの（ひめむろのごときこもるもの）
- ノベルス版：2009年4月7日 講談社〈講談社ノベルス〉 ISBN 9784061826410
- 文庫版：2012年5月15日 講談社〈講談社文庫〉 ISBN 978-4-06-277152-8
- 【収録作品】首切の如き裂くもの / 迷家の如き動くもの / 隙魔の如き覗くもの / 密室の如き篭るもの

生霊の如き重るもの（いきだまのごときだぶるもの）
- ノベルス版：2011年7月6日 講談社〈講談社ノベルス〉 ISBN 9784061827899
- 文庫版：2014年7月15日 講談社〈講談社文庫〉 ISBN 978-4-06-277859-6
- 【収録作品】死霊の如き歩くもの / 天魔の如き跳ぶもの / 屍蝋の如き滴るもの / 生霊の如き重るもの / 顔無の如き攫うもの

魔偶の如き齎すもの（まぐうのごときもたらすもの）
- 単行本：2019年7月11日 講談社 ISBN 978-4-06-516495-2
- 文庫本：2022年6月15日 講談社〈講談社文庫〉 ISBN 978-4-06-528274-8
- 【収録作品】妖服の如き切るもの / 巫死の如き甦るもの / 獣家の如き吸うもの / 魔偶の如き齎すもの / 椅人の如き座るもの（文庫版のみ）

※他に『ついてくるもの』（2012年9月 講談社ノベルス ISBN 978-4-06-182838-4）に短編「椅人の如き座るもの」が収録されている（後に『魔偶の如き齎すもの』文庫版に収録）。